# Lucrezia Fantelli
Lucrezia Fantelli (Verona, 15 maggio 1996) è una sciatrice freestyle italiana, specialista dello ski cross.

## Biografia
In Coppa del Mondo ha esordito il 7 dicembre 2017 a Val Thorens, classificandosi 22ª.
In carriera è stata iscritta a un'edizione dei Giochi olimpici invernali, Pyeongchang 2018, dove si è classificata 24ª nello ski cross pur non avendo preso il via nella competizione.
Il 21 dicembre 2018 a San Candido in occasione della Coppa del Mondo ha raggiunto la settima posizione nello ski cross, ottenendo il miglior risultato della sua carriera.
Ha rappresentato l'Italia ai Giochi olimpici invernali di Pechino 2022, dove è stata eliminata agli ottavi della prova di ski cross. Durante la gara è rimasta vittima di una caduta che le ha provocato un infortunio al crociato e ai menischi.